# AnyDesk
AnyDesk és una aplicació d'escriptori remota distribuïda per AnyDesk Software GmbH. El programa de programari propietari proporciona accés remot independent de la plataforma als ordinadors personals i altres dispositius que executen l'aplicació amfitrió. Ofereix control remot, transferència de fitxers i funcionalitat VPN. AnyDesk s'utilitza sovint en estafes d'assistència tècnica i altres estafes d'accés remot.
AnyDesk Software GmbH es va fundar el 2014 a Stuttgart, Alemanya, i ha anat a tot el món, amb filials als EUA, la Xina i Hong Kong, així com un centre d'innovació a Geòrgia.
El maig de 2018, AnyDesk va aconseguir 6,5 milions d'euros de finançament en una ronda Sèrie A liderada per EQT Ventures. Una altra ronda d'inversió el gener de 2020 porta AnyDesk a més de 20 milions de dòlars de finançament combinat.
AnyDesk utilitza un còdec de vídeo propietari "DeskRT" dissenyat per permetre als usuaris experimentar una transmissió de vídeo i so de major qualitat alhora que redueix la quantitat de dades transmeses al mínim.
Amb la seva mida total de programa de tres megabytes, AnyDesk és una aplicació especialment lleugera.
AnyDesk es va associar amb serveis de control i gestió remots i de gestió de dispositius mòbils, com ara Atera i Microsoft Intune.
La disponibilitat de les funcions depèn de la llicència de l'usuari individual. Algunes de les característiques principals inclouen:
- Accés remot per a diversos sistemes operatius (Windows, Linux, macOS, iOS, Android, etc.)
- Transferència d'arxius i gestor.
- Impressió remota.
- VPN.
- Accés sense vigilància.
- Pissarra blanca.
- Auto-Discovery (anàlisi automàtica de la xarxa local).
- Xat -Funció.
- REST -API.
- Clients personalitzats.
- Protocol de sessió.
- Autenticació de dos factors.
- Servidor amfitrió individual.